# János Székely (escritor)
János Székely, también conocido como Hans Székely y John S. Toddy (Budapest, 7 de julio de 1901-Berlín Oriental, 16 de diciembre de 1958), fue un escritor y guionista húngaro, más conocido por su novela autobiográfica Tentación publicada originalmente en 1949. Publicó sus novelas bajo el seudónimo John Pen.

## Novelas
- You can't do that to Swoboda (1940)
- Kísértés (Tentación) (1949)

## Guiones
- Die namenlosen Helden (1923)
- Ungarische Rhapsodie (Berlín, 1928)
- Magyar Rapszódia (Budapest, 1928)
- Vasárnap délután (Budapest, 1929)
- Asphalt (Berlín, 1929)
- Die wunderbare Lüge der Nina Petrovna (Berlín, 1929)
- Manolescu (Berlín, 1929)
- Die singende Stadt (Berlín, 1930)
- Gloria (Berlín, 1931)
- I by Day, You by Night (1932)
- Early to Bed (1933)
- Die schöne Tage in Aranjuez (Berlín, 1933)
- Perlen zum Glück (Hollywood, 1936)
- Dramatic School (Hollywood, 1939)
- Arise, My Love (Hollywood, 1940)
- Give us this Day (Hollywood, 1949)
- Geschwader Fledermaus (Berlín, 1958)

## Premios
En 1940, se le otorgó el premio Óscar al Mejor guion, junto con el también guionista Benjamin Glazer por Arisa, My Love.